# Metan hydrát

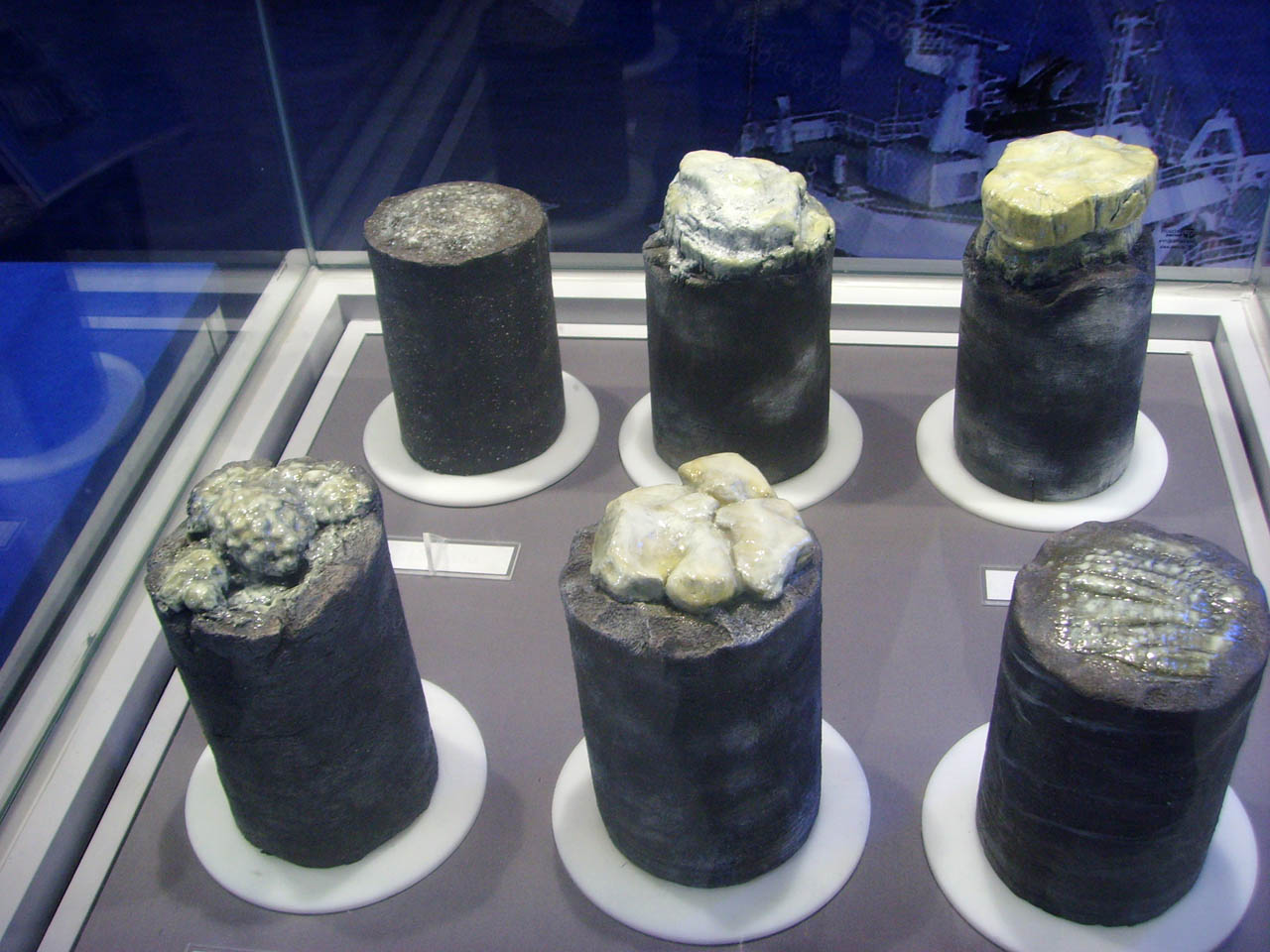
Ukázky metan hydrátu z provedených hlubinných vrtů

Hydrát metanu je někdy nazýván hořlavý led, protože při zahřátí uvolňuje metan, který lze zapálit

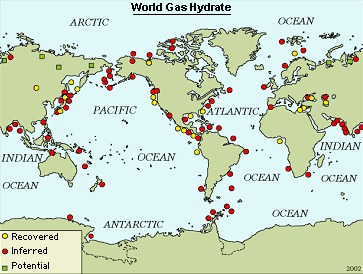
Prokázaná (Recovered) a potenciální ložiska hydrátů metanu USGS

Fázový diagram hydrátu metanu v oceánu (na levé ose hloubka, na dolní ose teplota). Ve žluté oblasti je hydrát metanu stabilní, v modré oblasti se z něj uvolňuje metan

Klatrátový hydrát metanu, často jen hydrát metanu nebo metan hydrát (CH4 · 5,75 H2O nebo 4 CH4 · 23 H2O) je tuhá bílá látka podobná ledu. Někdy je nazýván „hořlavý led“, protože při zahřátí uvolňuje metan, který po zapálení hoří. Na rozdíl od ledu jsou v krystalové struktuře klatrátu dutiny, v nichž jsou "uvězněny" molekuly metanu. 
Dříve se předpokládalo že podmínky pro vznik klatrátových hydrátů jsou na hranici Sluneční soustavy, kde jsou nízké teploty.[zdroj?] Metan hydrát byl však objeven i na Zemi pod sedimenty na dně moří a v trvale zmrzlé půdě v arktických oblastech a dokonce i v Černém moři v místech, kde se teplota vody pohybuje kolem 12 °C.
Ložiska hydrátu metanu mohou vznikat na kontinentálních svazích na okrajích kontinentálního šelfu, kde se relativně rychle ukládají usazeniny obsahující organické látky. Ty se při nedostatku kyslíku rozkládají za vzniku metanu. Předpokládá se, že hydrát metanu vzniká, když se metan, který stoupá z nižších vrstev zemské kůry, dostane při vyšším tlaku do kontaktu s chladnou vodou. Vzniklý hydrát je stabilní i za normálního atmosférického tlaku při teplotách do několika stupňů Celsia, bez přítomnosti kapalné vody až do 18 °C.
Protože se klatrátový hydrát může rozkládat při vzrůstu teploty, vznikla obava, že by mohlo dojít k rychlému uvolnění vázaného metanu a v důsledku k prudkému růstu globální teploty (hypotéza klatrátové zbraně). Podle nejnovější zprávy IPCC je však takový vývoj nepravděpodobný.
V poslední době se některé země, zejména Japonsko, USA, Čína a Indie, pokoušejí tuto látku těžit za účelem zisku spalitelného plynu.